# Goriganga
Goriganga és un riu d'Uttarakhand (Índia) al sud-est de l'estat. És un dels rius que originen el Gogra. Neix en una glacera a uns 20 km al sud del pas d'Unth o Unta Dhara a 3.575 msnm; corre en perpètua cascada durant prop de 100 km per muntanyes i valls i s'uneix al riu Kali.